# Табет Ель-Баталь
Табет Ель-Баталь (араб. ثابت البطل; нар. 16 вересня 1953, Ель-Хавамедія, Гіза, Єгипет — пом. 12 лютого 2005, Каїр, Єгипет) — єгипетський футболіст, воротар.
Футболом розпочав займатися в команді рідного міста, «Ель-Хавамедія». З 1972 по 1991 рік грав за «Аль-Аглі» (Каїр). Входить до числа одних з найкращих воротарів Африки.

## Клубна кар'єра
Футбольну кар'єру розпочав у команді рідного міста, «Ель-Хавамедія» (за 10 км від Гізи). У 1972 році Абдо Ель-Бакел порадив 19річному юнаку перейти до «Аль-Аглі» (Каїр). До складу каїрського клубу приєднався по ходу сезону 1972/73 років, виходив на поле в товариському матчі проти «Ель-Іттіхада» (Триполі), в якому відбив удар з пенальті та допоміг команді здобути перемогу (1:0). Починаючи з сезону 1974/75 років став основним воротарем «Аль-Аглі», одразу ж допоміг команді виграти національний чемпіонат та континентальну першість. У 1978 році допоміг клубу виграти національний кубок. у 1982 році разом з «Аль-Аглі» виграв Лігу чемпіонів КАФ (0:0 та 2:0 у фіналі проти «Аль-Хіляля» (Омдурман) з Судану). Одинадцятиразовий чемпіон Єгипту (1975—1977, 1979-1982, 1984-1987, 1989) та семиразовий володар кубку Єгипту (1978, 1981, 1983-1985, 1989, 1991). У 1984—1986 роках разом з «Аль-Аглі» виграв Кубок володарів кубків КАФ. Загалом у футболці каїрського клубу провів 17 сезонів. Футбольну кар'єру завершив наприкінці сезону 1990/91 років, після того як у фіналі кубку Єгипту «Аль-Аглі» обіграв «Асван» (1:0).

## Кар'єра в збірній
У футболці національної збірної Єгипту дебютував 1974 року, на той час Табету виповнилося лише 16 років. У 1990 році головний тренер єгипетської збірної Махмуд Ель-Гохарі викликав Алаа для участі в чемпіонаті світу 1990 року в Італії. На цьому турнірі єгиптяни провели 3 матчі групового етапу: з Нідерландами (1:1), з Ірландією (0:0) та з Англією (0:1). Проте в жодному з них Ель-Баталь на поле не виходив, оскільки залишався дублером Ахмеда Шобаїра. У 1986 році виграв Кубок африканських націй, також грав на Кубку африканських націй 1990 та Олімпійських іграх в Лос-Анджелесі. З 1974 по 1990 рік зіграв 87 матчів.

## Кар'єра футбольного функціонера
У 2004 році зайняв посаду технічного директора «Аль-Аглі». За цей час каїрський клуб виграв 5 разів національний чемпіонат, 1 — кубок Єгипту, а також по два рази — клубний чемпіонат арабських країн та Суперкубок арабських країн.
Помер у лютому 2005 року після тривалої боротьби з раком.

## Досягнення
- Переможець Кубка африканських націй: 1986

«Аль-Аглі»
- Прем'єр-ліга Єгипту
  -  Чемпіон (11): 1974/75, 1975/76, 1976/77, 1978/79, 1979/80, 1980/81, 1981/82, 1984/85, 1985/86, 1986/87, 1988/89
  -  Срібний призер (3): 1983/84, 1987/88, 1990/91
  -  Бронзовий призер (1): 1982/83

- Кубок Єгипту
  -  Володар (7): 1977/78, 1980/81, 1982/83, 1983/84, 1984/85, 1988/89, 1990/91
  -  Фіналіст (1): 1975/76

- Ліга чемпіонів КАФ
  -  Володар (2): 1982, 1987
  -  Фіналіст (1): 1983
  - 1/2 фіналу (1): 1981

- Кубок володарів кубків КАФ
  -  Володар (3): 1983/84, 1984/85, 1985/86

- Суперкубок КАФ
  -  Володар (1): 1988